# Le Jour des crapauds
Le Jour des crapauds est le troisième album publié dans la série Donjon Parade de la saga Donjon, numéroté 3, dessiné par Manu Larcenet, écrit par Lewis Trondheim et Joann Sfar, mis en couleur par Walter et publié en avril 2002.